# Geleitzug JW 51B
JW 51B war die Bezeichnung eines alliierten Nordmeergeleitzuges, der Ende Dezember 1942 auslief, um Nachschub für die Rote Armee von Großbritannien nach Murmansk durch das Nordmeer zu transportieren. Der Geleitzug wurde von einer Kampfgruppe der Kriegsmarine angegriffen, deren anschließendes Gefecht mit den Sicherungsschiffen des Geleits als Schlacht in der Barentssee bekannt wurde.

## Aufstellung, Entdeckung

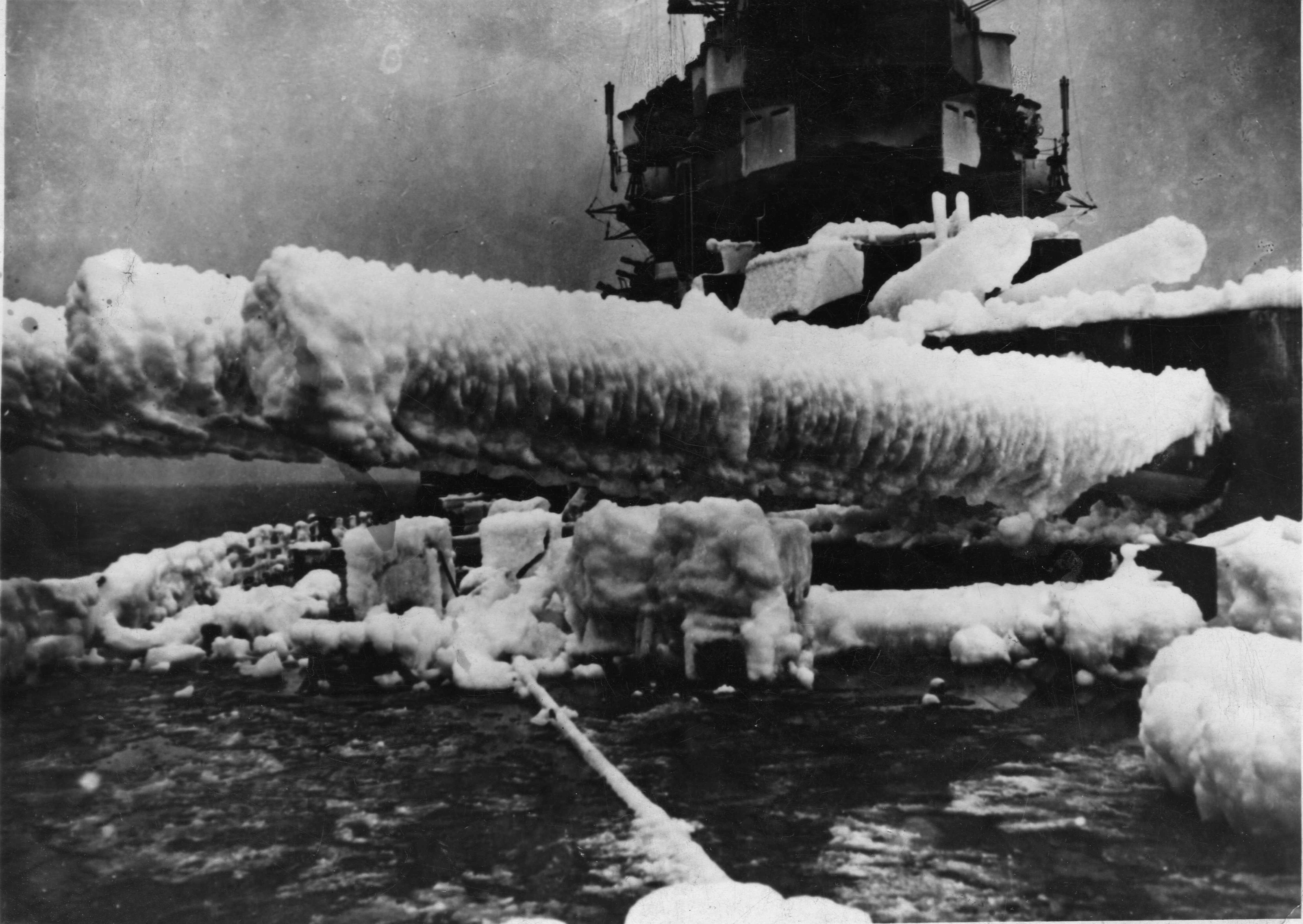
Das Schlachtschiff Anson, erst 1942 in Dienst gestellt, während eines Einsatzes als Geleitsicherung im Nordmeer.

Anders als die vorherigen Geleitzüge mit der Kennung „PQ“, die von Island ausgelaufen waren, liefen die mit der „JW“-Kennung von Loch Ewe in Schottland aus. Die neue Route führte sie näher an die Basen deutscher Streitkräfte heran – der nördliche Weg, den die PQ-Geleitzüge genommen hatten, war jedoch wegen der Packeisgrenze, die sich im Winter nach Süden verschob, unpassierbar.
Die Schiffe von JW 51B sammelten sich in Loch Ewe und liefen am 22. Dezember 1942 mit Bestimmungsort Murmansk aus.
Er umfasste 15 Handelsschiffe, neun unter US-amerikanischer, fünf unter britischer sowie eines unter panamaischer Flagge, geführt von Commodore Captain R.A. Melhuish der Königlich Indischen Marine auf dem Frachter Empire Archer.
Den Schutz der Frachter gewährleistete die Geleitsicherung unter Captain Robert Sherbrooke, dem sechs Zerstörer, zwei Korvetten, ein Minensucher und zwei bewaffnete Trawler unterstanden.
„Force R“ unter Konteradmiral Robert Burnett mit den Kreuzern Sheffield, Jamaica und zwei Zerstörern war als Sicherung gegen mögliche Überwasserangriffe für den zweiten Teil der Konvoiroute vorgesehen und sollte sich, aus Murmansk kommend, am 29. Dezember mit dem Verband treffen.
Die Fernsicherung oblag, bis zur Übergabe an „Force R“ am 29. Dezember, einem Verband der Home Fleet unter Admiral John Tovey mit dem Schlachtschiff Anson, dem schweren Kreuzer Cumberland und fünf Zerstörern.

### Entdeckung und Anmarsch
Die Aufstellung des Konvois wurde von deutschen Agenten frühzeitig gemeldet, der Geleitzug selbst wurde am 24. Dezember durch ein Aufklärungsflugzeug entdeckt und trotz schlechten Wetters am 27. und 28. von weiteren Flugzeugen beschattet, die Zusammensetzung und Sicherung an ihre Führungsstellen sendeten. Der Zerstörer Oribi aus der Sicherungsgruppe hatte das Geleit auf Höhe der Bäreninsel bereits in einem Sturm verloren, so dass er zu diesem Zeitpunkt schon nicht mehr für den Schutz der Handelsschiffe zur Verfügung stand. Ein Frachtschiff, die unter britischer Flagge fahrende Dover Hill, musste wegen Maschinenschadens umkehren.
Am 29. kam das deutsche U-Boot U 354 bis auf Sichtweite an das Geleit heran und gab per Funk der bereits ausgelaufenen Kampfgruppe mit dem Schweren Kreuzer Admiral Hipper und dem Panzerschiff Lützow dessen Position an, bevor es von der Geleitsicherung abgedrängt wurde.

## Schlacht und Rettung des Geleitzuges

### Schlacht in der Barentssee
Am 31. Dezember um 8:30 Uhr entdeckten die Seeleute im Ausguck des Zerstörers Obdurate und der Korvette Hyderabad die undeutlichen Schatten von Zerstörern im Nebel. Sie hielten sie zunächst für sowjetische Schiffe. Um die unklare Situation aufzulösen, entsandte Captain Sherbrooke die Obdurate zur Identifizierung der Schiffe. Die unbekannten Einheiten waren die deutschen Zerstörer Friedrich Eckholt, Z 29 und Richard Beitzen, die um 9:30 Uhr das Feuer auf die Obdurate eröffneten.
Der deutsche Kampfverband hatte sich zuvor geteilt. Während die Gruppe um den Kreuzer Admiral Hipper bei widrigen Sichtverhältnissen die Geleitsicherung auf sich zog und ablenkte, versuchte der Verband um das Panzerschiff Lützow, den fliehenden Konvoi mit den Handelsschiffen aufzuspüren, um dessen Schiffe zu versenken. Dieses Vorhaben scheiterte jedoch, da die Handelsschiffe zwischen Nebelbänken, Schneestürmen im Zwielicht des arktischen Winters nicht angegriffen wurden.
Stattdessen verstrickten sich die deutschen Schiffe in eine Seeschlacht mit der Geleitsicherung und den herbeigeeilten leichten Kreuzern der „Force R“, bevor sie den Angriff schließlich aufgaben. Zwei Schiffe der Geleitsicherung, der Zerstörer Achates und der Minensucher Bramble, waren versenkt worden.

### Ankunft des Geleitzuges
JW 51B erreichte ohne weitere Verluste am 3. Januar 1943 die Kola-Bucht. Die 14 verbliebenen Handelsschiffe lieferten:
- 2.046 Fahrzeuge
- 202 Panzer
- 87 Jagdflugzeuge
- 33 Bomber
- 11.500 Tonnen Treibstoff
- 12.650 Tonnen Flugzeugtreibstoff
- 54.321 Tonnen sonstige Fracht